# Europacup I 1967/68
De 13de editie van de Europacup I werd gewonnen door Manchester United in een finale met verlengingen tegen tweevoudig kampioen SL Benfica. Het was de eerste keer dat de beker naar een Engelse club ging.

## Eerste ronde
| Team #1                | Tot.             | Team #2          | 1ste wed | 2de wed |
| ---------------------- | ---------------- | ---------------- | -------- | ------- |
| Olympiakos Nicosia     | 3 - 5            | FK Sarajevo      | 2 - 2    | 1 - 3   |
| Manchester United      | 4 - 0            | Hibernians FC    | 4 - 0    | 0 - 0   |
| Celtic FC              | 2 - 3            | Dynamo Kiev      | 1 - 2    | 1 - 1   |
| Górnik Zabrze          | 4 - 0            | Djurgårdens IF   | 3 - 0    | 1 - 0   |
| FC Basel               | 4 - 5            | Hvidovre IF      | 1 - 2    | 3 - 3   |
| Ajax Amsterdam         | 2 - 3 (n.v.)     | Real Madrid      | 1 - 1    | 1 - 2   |
| Skeid Oslo             | 1 - 2            | TJ Sparta Praag  | 0 - 1    | 1 - 1   |
| FC Karl-Marx-Stadt     | 2 - 5            | RSC Anderlecht   | 1 - 3    | 1 - 2   |
| Dundalk FC             | 1 - 9            | Vasas SC         | 0 - 1    | 1 - 8   |
| Valur Reykjavík        | 4 (uitgoals) - 4 | Jeunesse d'Esch  | 1 - 1    | 3 - 3   |
| Glentoran FC           | 1 - 1 (uitgoals) | SL Benfica       | 1 - 1    | 0 - 0   |
| AS Saint-Étienne       | 5 - 0            | KuPS             | 2 - 0    | 3 - 0   |
| Beşiktaş JK            | 0 - 4            | SK Rapid Wien    | 0 - 1    | 0 - 3   |
| Eintracht Braunschweig | walkover         | KS Dinamo Tirana | -        | -       |
| Olympiakos Piraeus     | 0 - 2            | Juventus         | 0 - 0    | 0 - 2   |
| Botev Plovdiv          | 2 - 3 (n.v.)     | Rapid Boekarest  | 2 - 0    | 0 - 3   |

## Tweede ronde
| Team #1         | Tot.   | Team #2                | 1ste wed | 2de wed |
| --------------- | ------ | ---------------------- | -------- | ------- |
| FK Sarajevo     | 1 - 2  | Manchester United      | 0 - 0    | 1 - 2   |
| Dynamo Kiev     | 2 - 3  | Górnik Zabrze          | 1 - 2    | 1 - 1   |
| Hvidovre IF     | 3 - 6  | Real Madrid            | 2 - 2    | 1 - 4   |
| TJ Sparta Praag | 6 - 5  | RSC Anderlecht         | 3 - 2    | 3 - 3   |
| Vasas SC        | 11 - 1 | Valur Reykjavík        | 6 - 0    | 5 - 1   |
| SL Benfica      | 2 - 1  | AS Saint-Étienne       | 2 - 0    | 0 - 1   |
| SK Rapid Wien   | 1 - 2  | Eintracht Braunschweig | 1 - 0    | 0 - 2   |
| Juventus        | 1 - 0  | Rapid Boekarest        | 1 - 0    | 0 - 0   |

## Kwartfinale
| Team #1                | Tot.  | Team #2         | 1ste wed | 2de wed | Playoff |
| ---------------------- | ----- | --------------- | -------- | ------- | ------- |
| Manchester United      | 2 - 1 | Górnik Zabrze   | 2 - 0    | 0 - 1   |         |
| Real Madrid            | 4 - 2 | TJ Sparta Praag | 3 - 0    | 1 - 1   |         |
| Vasas SC               | 0 - 3 | SL Benfica      | 0 - 0    | 0 - 3   |         |
| Eintracht Braunschweig | 3 - 3 | Juventus        | 3 - 2    | 0 - 1   | 0 - 1   |

## Halve finale
| Team #1           | Tot.  | Team #2     | 1ste wed | 2de wed |
| ----------------- | ----- | ----------- | -------- | ------- |
| Manchester United | 4 - 3 | Real Madrid | 1 - 0    | 3 - 3   |
| SL Benfica        | 3 - 0 | Juventus    | 2 - 0    | 1 - 0   |

## Finale
| Team #1           | Res.         | Team #2    |
| ----------------- | ------------ | ---------- |
| Manchester United | 4 - 1 (n.v.) | SL Benfica |

## Kampioen
| Europacup I – Seizoen 1967/68 |
| ----------------------------- |
| Manchester United 1ste titel  |